# Pomatorhinus melanurus
Pomatorhinus melanurus là một loài chim trong họ Timaliidae.